# Kladno
Kladno (IPA: [ˈkladno]) es una ciudad situada en la región de Bohemia Central (en checo: Středočeský kraj) de la República Checa. Está ubicada 25 km al noroeste de Praga. Kladno es la ciudad más grande de la región y contiene una población de alrededor 110.000 habitantes en conjunto con sus áreas suburbanas adyacentes.

## Historia
La primera constancia escrita de Kladno se remonta al siglo XIV. En 1561 se aseguraron los derechos de la ciudad. Kladno fue la cuna histórica de la industria pesada, en Bohemia. Durante años, en la ciudad estuvo la fábrica de acero Poldi, el mayor empleador de la región. La fábrica sigue en pie, pero ha sido dividida en entidades más pequeñas después de la privatización y los cambios en la titularidad. La industria minera se inició aquí en 1842. La proximidad de Praga ayudó a mantener la economía local estable, a pesar de la disminución de la industria pesada después de la caída del régimen comunista.

## Personajes ilustres
- Jiří Dienstbier, político, senador
- Anton Čermák, alcalde de Chicago, Illinois de 1931 a 1933, nació en esta ciudad (como Antonín Čermák) en 1873.
- Petr Pithart, anterior primer ministro de la República Checa nació aquí en 1941.
- Jaromír Jagr, jugador internacional de hockey sobre hielo y anterior capitán de los New York Rangers nació aquí en 1972.
- Michal Pivoňka, anterior jugador de hockey sobre hielo de los Washington Capitals.
- Tomáš Plekanec, jugador de hockey sobre hielo de los Montreal Canadiens.
- Ondřej Pavelec, prospecto de golero en hockey sobre hielo de los Atlanta Thrashers.
- Jiří Tlustý, prospecto de jugador de hockey sobre hielo de los Toronto Maple Leafs.
- Jakub Voracek, jugador de hockey sobre hielo de los Columbus Blue Jackets
- Michael Frolik, jugador de hockey sobre hielo de los Florida Panthers
- Pavel Danda Actor
- Robert Huja, artista plástico.

## Ciudades hermanas
- Bellevue, Estados Unidos
- Vitry-sur-Seine, Francia
- Podolsk, Rusia